# Robert S. McMillan
Robert Scott McMillan (* 26. Februar 1950 in Pittsburgh) ist ein US-amerikanischer Astronom und Asteroidenentdecker, der 1977 an der University of Texas at Austin promovierte.
Er arbeitet an der University of Arizona in Tucson und leitet dort seit 1997 das Spacewatch-Projekt zur Beobachtung von Asteroiden und Kometen. Dabei machte er mehrere Entdeckungen, unter denen besonders die des Asteroiden (20000) Varuna hervorzuheben ist.
Am 19. Oktober 2008 gelang ihm die Entdeckung des kurzperiodischen Kometen 208P/McMillan.
Der Asteroid (2289) McMillan wurde nach ihm benannt.